# Ульева, Иоланта Евгеньевна
Иола́нта Евге́ньевна У́льева (род. 27 июля 1976, Карагандинская область) — казахстанская легкоатлетка, специалистка по толканию ядра и метанию диска. Выступала за сборную Казахстана по лёгкой атлетике в 1990-х и 2000-х годах, четырёхкратная чемпионка Центральноазиатских игр, обладательница бронзовой медали Восточноазиатских игр, дважды серебряная призёрка чемпионатов Азии в помещении, многократная победительница первенств национального значения, участница трёх летних Олимпийских игр. Представляла Караганду. Мастер спорта международного класса Республики Казахстан. Тренер по лёгкой атлетике.

## Биография
Иоланта Ульева родилась 27 июля 1976 года в Карагандинской области Казахской ССР.
Первого серьёзного успеха на международном уровне добилась в сезоне 1994 года, когда вошла в состав казахстанской сборной и выступила на юниорском азиатском первенстве в Джакарте, где выиграла серебряную медаль в зачёте толкания ядра.
В 1997 году в толкании ядра одержала победу на домашних Центральноазиатских играх в Алма-Ате.
В 1999 году на Центральноазиатских играх в Бишкеке превзошла всех соперниц в толкании ядра и метании диска.
В 2000 году в толкании ядра впервые одержала победу на чемпионате Казахстана в Алма-Ате. Благодаря череде удачных выступлений удостоилась права защищать честь страны на летних Олимпийских играх в Сиднее — на предварительном квалификационном этапе толкнула ядро на 16,38 метра, чего оказалось недостаточно для выхода в финал.
В 2001 году завоевала бронзовую награду на Восточноазиатских играх в Осаке, отметилась выступлением на чемпионате мира в Эдмонтоне, заняла восьмое место на Всемирной Универсиаде в Пекине.
В 2002 году была пятой на чемпионате Азии в Коломбо.
В 2003 году стала седьмой на чемпионате Азии в Маниле, победила на Центральноазиатских играх в Душанбе, толкала ядро на чемпионате мира в Париже.
В 2004 году выиграла серебряную медаль на чемпионате Азии в помещении в Тегеране. Принимала участие в Олимпийских играх в Афинах — на предварительном квалификационном этапе показала результат 14,88 и в финал не вышла.
На чемпионате Азии 2005 года в Инчхоне заняла седьмое место.
В 2006 году на Азиатских играх в Дохе была пятой.
В 2007 году среди прочего выступила на чемпионате мира в Осаке.
В 2008 году получила серебро на чемпионате Азии в помещении в Дохе. На Олимпийских играх в Пекине толкнула ядро на 15,49 метра, в финале не участвовала.
Завершила спортивную карьеру по окончании сезона 2010 года.
За выдающиеся спортивные достижения удостоена почётного звания «Мастер спорта международного класса Республики Казахстан».
Впоследствии занималась бизнесом в Караганде, работала тренером в карагандинской Областной специализированной детско-юношеской школе олимпийского резерва по лёгкой атлетике.